# 斯莫基霍洛鎮區 (明尼蘇達州卡斯縣)
斯莫基霍洛鎮區（英語：Smoky Hollow Township）是一個位於美國明尼蘇達州卡斯縣的行政鎮區。

## 人口
根據2020年美國人口普查的數據，斯莫基霍洛鎮區的面積為93.40平方千米，當中陸地面積為90.20平方千米，而水域面積為3.20平方千米。當地共有人口55人，而人口密度為每平方千米1人。